# 拉隆日维尔
拉隆日维尔（法語：La Longeville，法語發音：[la lɔ̃ʒvil]）是法国杜省的一个市镇，位于该省中南部，属于蓬塔利耶区。

## 地理
拉隆日维尔（47°0'27"N, 6°27'27"E）面积15.66 平方千米，位于法国勃艮第-弗朗什-孔泰大區杜省，该省份为法国东部内陆省份，北起上索恩省，西接汝拉省，东部及东南部与瑞士接壤，东北部与贝尔福地区省接壤。
与拉隆日维尔接壤的市镇（或旧市镇、城区）包括：日耶。

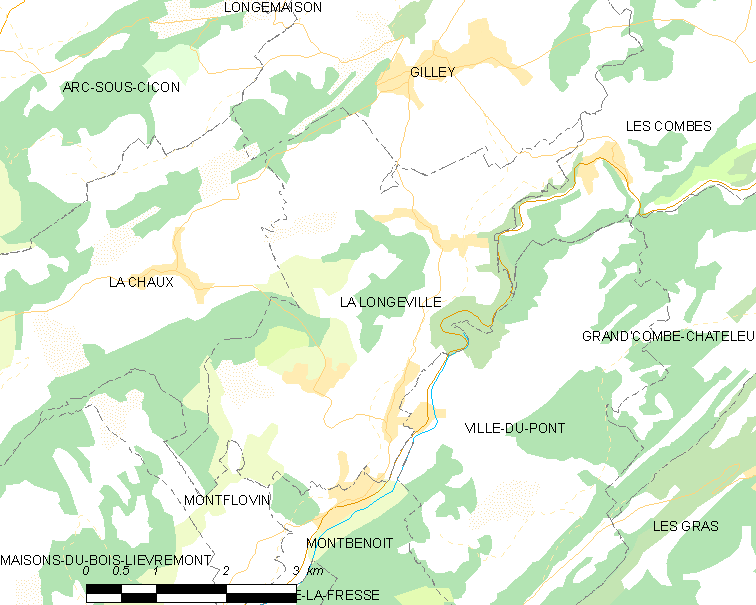
拉隆日维尔的OSM定位图

拉隆日维尔的时区为UTC+01:00、UTC+02:00（夏令时）。

## 行政
拉隆日维尔的邮政编码为25650，INSEE市镇编码为25347。

## 政治
拉隆日维尔所属的省级选区为奥尔南县。

## 人口

1962-2008年间拉隆日维尔人口变化图示

拉隆日维尔于2022年1月1日时的人口数量为844人。

## 交通
杜省省道D131线和D395线在境内交汇。